# Gai Terenci Varró
Gai Terenci Varró (en llatí: Caius Terentius Varro) va ser un magistrat romà del segle iii aC. Formava part de la gens Terència, una família romana d'origen plebeu. Era d'origen humil, i Segons Valeri Màxim era fill d'un carnisser i hauria treballat en oficis senzills en la seva joventut. Va agafar renom com a defensor de les classes populars, i va arribar a ser un dels principals dirigents del partit popular.
Va ser qüestor i edil curul en anys desconeguts. L'any 218 aC va ser pretor. La primera menció coneguda de Varró va ser feta l'any 217 aC, quan va donar suport a la Lex Metilia, proposada pel tribú de la plebs Marc Metili, que donava el mateix poder al magister equitum Marc Minuci Ruf i al dictador Quint Fabi Màxim Berrugós, perquè el dictador portava la guerra contra els cartaginesos de manera poc apropiada.
Va ser elegit cònsol l'any 216 aC junt amb Luci Emili Paule (del partit aristocràtic) tot i l'oposició del senat, ja que tenia el suport popular, que demanava una persona enèrgica per acabar la guerra. La batalla de Cannes del 216 aC la va lliurar contra el consell del seu col·lega, el qual va morir amb la major part dels oficials i de l'exèrcit romà. Varró va ser un dels pocs que es va salvar i va poder arribar amb seguretat a Venúsia acompanyat de 70 cavallers. Sembla que la seva actuació a la batalla va merèixer elogis. Es va dirigir llavors a Canusium on s'havien refugiat i reunit les restes de l'exèrcit romà, i va adoptar les mesures adients a la situació excepcional del moment. Tot i la derrota, quan va tornar a Roma va sortir la gent a rebre'l i el senat li va donar les gràcies després de la batalla i el va utilitzar la resta de la guerra en importants comandaments militars. Segurament no era una persona tan menyspreable com la defineix Titus Livi, ja que el senat no l'hauria promocionat després.
Varró va tenir diversos comandaments en els anys següents fins a quasi el final de la guerra. L'any 203 aC va ser un dels tres ambaixadors enviats a Filip V de Macedònia, i el 200 aC va anar a Àfrica per negociar amb Vermina, fill de Sifax de Numídia, els termes de la pau. En aquest mateix any va ser nomenat Triumviri coloniae deducendae per la creació d'una colònia a Venúsia. Aquest va ser el seu darrer càrrec oficial. La data de la mort no és coneguda.